# Block Party (Vereinigte Staaten)

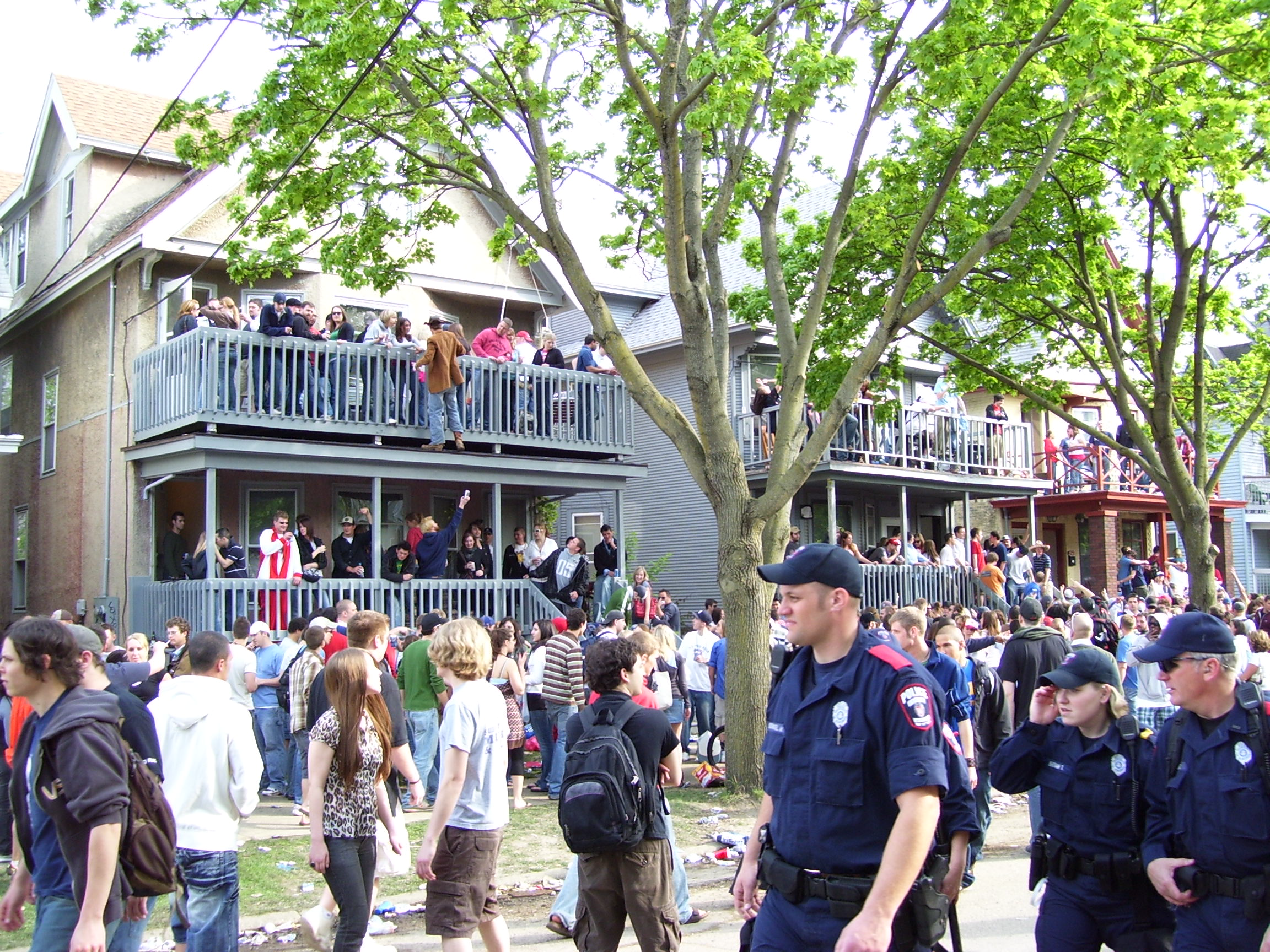
Block Party in Mifflin, Wisconsin (2007)

Block Party nennt man in den USA eine große Feier, bei der sich viele Einwohner eines einzelnen Häuserblock versammeln, um einem wichtigen Ereignis beizuwohnen. Oftmals wird mit Musik und Tanz gefeiert. Block Partys wurden in den USA während der 1970er populär. Sie fanden häufig draußen statt und der Strom für die Soundsysteme der DJs wurde illegal aus den Straßenlaternen gewonnen. Ein berühmter Bezug hierauf findet sich im Lied „South Bronx“ von KRS-One in der Zeile:

“Power from a street light made the place dark. But yo, they didn’t care, they turned it out.”

In den Vororten der USA finden Block Partys immer an Feiertagen wie dem Unabhängigkeitstag oder dem Labor Day statt. Manchmal ist der Anlass ein bestimmtes Thema wie „Willkommen im Viertel“ für eine neue Familie oder ein neuer Film. Block Partys sind häufig verbunden mit Barbecues, Rasenspielen wie Simon Says und Gruppentänzen wie dem Electric Slide, dem Macarena oder line dancing.
Die Block Party ist eng verwandt mit der Beach Party. Das britische Äquivalent ist die Street Party, während im deutschen Raum ein Stadtteilfest, Dorffest oder das Straßenfest ähnliche Merkmale aufweist.